# Evangelia Demerouti
Evangelia Demerouti (* 9. Mai 1970 in Chalkida, Griechenland) ist eine griechische Psychologin und Hochschullehrerin an der Technischen Universität Eindhoven.

## Werdegang
Evangelia Demerouti hat von 1988 bis 1992 an der Universität von Kreta (Griechenland) Psychologie studiert. Sie promovierte im Februar 1999 an der Carl von Ossietzky Universität Oldenburg. Demerouti war zwischen 2002 und 2009 Assistenzprofessorin und außerordentliche Professorin an der Universität Utrecht. Sie ist seit 2009 Professorin an der Technischen Universität Eindhoven und dort auch Beauftragte für Diversität. Für Aufsehen sorgte ihre Ankündigung, dass ihre Universität künftig ausschließlich Frauen auf Professuren berufen wird.
Sie ist Mitherausgeberin des Journal of Occupational Health Psychology und des European Journal of Work and Organizational Psychology.

## Forschung
In ihre Forschung analysiert sie Arbeitsleistung im Zusammenhang mit Arbeitsmerkmalen, Burn-out, beruflichem Wohlbefinden und Work-Life-Balance. Sie hat über 200 nationale und internationale Publikationen und Buchkapitel zu diesen Themen veröffentlicht. Sie wird häufig als Rednerin zu europäischen und internationalen Kongressen eingeladen.
Gemeinsam mit Kollegen stellte Evangelia Demerouti im Jahr 2001 das Job-Demands-Resources-Modell der Fachwelt vor.

## Ehrungen
- Die European Academy of Occupational Health Psychology verlieh ihr ein Fellowship auf Lebenszeit.[5]
- Senior Fellow des Dr. Theo und Friedl Schöller Forschungszentrums[6]
- 2025 wurde Demerouti zum Mitglied der Königlich Niederländischen Akademie der Wissenschaften gewählt.